# Azeta leucoma
Azeta leucoma är en fjärilsart som beskrevs av Druce. Azeta leucoma ingår i släktet Azeta och familjen nattflyn. Inga underarter finns listade i Catalogue of Life.